# William Francis de Vismes Kane
Pour les articles homonymes, voir De Vismes.
William Francis de Vismes Kane, Esq. (1840 à Exmouth, Devon – 1918) est un entomologiste anglais.
Né à Exmouth d’une mère française, Kane a vécu à Drumreaske House à Monaghan.
Kane constitue l'essentiel de sa collection à Monaghan mais sa collection comporte des insectes provenant de toute l’Irlande. Il collecte aussi des échantillons dans toute l’Europe et confectionne une collection de papillons du monde.
Après 1901, Kane arrête l’entomologie et laisse sa collection au Musée national d'Irlande.

## Travaux
- A catalogue of the Lepidoptera of Ireland. London. West Newman & Co.. 166pp. Fine coloured frontis of 15 espèces de Lepidoptères irlandais (1901).
- European Butterflies. London. Macmillan. 184pp. (1885).

## Sources
- Anonym 1918: [Kane, W. F. V.] - Ent. Rec. J. Var. 30 157
- Anonym 1919: [Kane, W. F. V.] - Ent. News 30 209
- Edwards, S. 1918-1919: [Kane, W. F. de Vismes] - Proc. Soc. London Ent. & N. H. Soc. : 36
- Gardner, W. 1918: [Kane, W. F. V.] - Entomologist's Monthly Magazine (3) 54 254-255
- H. R. B. 1918: [Kane, W. F. V.] - Ent. 51 240